# Arja Koriseva
Arja Sinikka Koriseva-Karmala, född 21 april 1965 i Toivakka, är en finländsk sångerska och tv-personlighet.
Koriseva slog igenom 1989 då hon utsågs till tangodrottning efter att ha vunnit Seinäjokis tangofestival. Samma år släppte hon sitt debutalbum Tangokuningas ja kuningatar. Hon har sedan dess släppt ett tjugotal studioalbum. Hon har även varit verksam som musikalartist, bl.a. i uppsättningar av My Fair Lady (2000) och i Sound of Music (2005–2006).
Koriseva har deltagit flera gånger i den finländska uttagningen till Eurovision Song Contest. Första gången var 1991 då hon framförde bidragen "Enkelin silmin" (5:e plats) och "Molto presto" (8:e plats). 1992 framförde hon bidraget "Huomiseen", men lyckades inte kvalificera sig till tävlingens finalomgång. 1993 framförde hon bidragen "Vain taivas yksin tietää" (3:e plats) och "Sulta laulun sain" (2:a plats). Efter ett långt uppehåll från tävlingen deltog hon igen 2004 med bidraget "'Til the end of time", som slutade på delad sista plats.

## Diskografi

### Studioalbum
- Tangokuningas ja kuningatar (1989)
- Arja Koriseva (1990)
- Me kaksi vain (1991)
- Saa joulu aikaan sen (1991)
- Kun ilta saapuu kaupunkiin (1992)
- Naisen tie (1994)
- Rakastunut nainen (1995)
- Tango Illusion (1996)
- Mieli maailmoja juoksee (1997)
- Yö on hellä (1997) - med Tapani Kansa
- Pieni kultainen avain (1998)
- Kuuntelitko sydäntäs (2001)
- Joulu joka päivä (2002)
- Nauran ja rakastan (2003)
- Kun aika on (2007)
- Minä taistelen (2009)
- Rakkaudesta jouluun (2011)
- Kirkossa (2012)
- Joulukirkossa (2012)

### Samlingsalbum
- Tähdet & tähdet (1991) - med Meiju Suvas
- Parhaat (1993)
- Suomen parhaat (1994)
- 20 suosikkia – Hymyhuulet (1995)
- Enkelin silmin 1990–1995 (1996)
- Valitut palat (1996)
- 20 suosikkia – Kuningaskobra (1998)
- Kymmenen ensimmäistä vuotta (1999)
- Tähtisarja – 30 suosikkia (2006)
- 40 unohtumatonta laulua (2006)
- Collections (2008)
- The Collection (2009)
- Legendat (2009)